# Wemyss Bay
Wemyss Bay (Schots-Gaelisch: Bàgh nan Uaimhean) is een dorp op de westelijke oevers van Firth of Clyde in de Schotse council Inverclyde in de buurt van Skelmorlie.
Vanuit Wemyss Bay vertrekken ferry's naar Rothesay op Isle of Bute en het dorp wordt ook bediend door een eindstation op de Inverclyde Line